# Dibrometo de decametileno bis(hidróxietil)dimetilamônio
Dibrometo de decametileno bis(hidróxietil)dimetilamônio é um composto organo-nitrogenado de formulação C18H42Br2N2O2. É um sal de nitrogênio quaternário alifático. 